# Václav Kojecký
Václav Kojecký (28. června 1926 Tlumačov – 24. ledna 2021 Kroměříž) byl český fotbalový brankář.

## Hráčská kariéra
V československé lize chytal za OKD/Baník Ostrava. Začínal v Tlumačově na Zlínsku (později tamtéž začínal brankář Jaromír Ředina), kde získal netradiční přezdívku Kolektiv. Byl také hráčem SK Hanácké Slavie Kroměříž.
Společně se Lvem Jašinem byli prvními brankáři, kteří měli možnost nastoupit v oficiálním utkání na brněnském stadionu Za Lužánkami (čtvrtek 5. listopadu 1953, podrobnosti zde).

### Prvoligová bilance
| Ročník         | Zápasy | Góly | Minuty | Nuly | Klub              |
| -------------- | ------ | ---- | ------ | ---- | ----------------- |
| I. liga 1951   | 4      | 0    | –      | –    | ZSJ OKD Ostrava   |
| I. liga 1952   | 8      | 0    | –      | –    | ZSJ OKD Ostrava   |
| I. liga 1953   | 13     | 0    | 1 170  | 1    | DSO Baník Ostrava |
| I. liga 1954   | 6      | 0    | –      | –    | DSO Baník Ostrava |
| I. liga 1955   | 1      | 0    | –      | –    | DSO Baník Ostrava |
| CELKEM I. LIGA | 32     | 0    | –      | –    |                   |